# Heliocopris corniculatus
Heliocopris corniculatus är en skalbaggsart som beskrevs av Emile Janssens 1939. Heliocopris corniculatus ingår i släktet Heliocopris och familjen bladhorningar. Inga underarter finns listade i Catalogue of Life.